# Těza
Těza (rusky Теза) je řeka v Ivanovské oblasti v Rusku. Je 192 km dlouhá. Povodí má rozlohu 3 450 km².

## Průběh toku
Ústí zprava do Kljazmy (povodí Oky).

## Vodní režim
Zdroj vody je smíšený s převahou sněhového. Nejvyšších vodních stavů dosahuje od dubna do poloviny května. Zamrzá v listopadu až na začátku prosince a rozmrzá v dubnu.
Na řece jsou jezy s plavebními komorami, jež umožňují vodní dopravu až do vzdálenosti 87 km od ústí. Na řece leží město Šuja.